# Paul Sereno

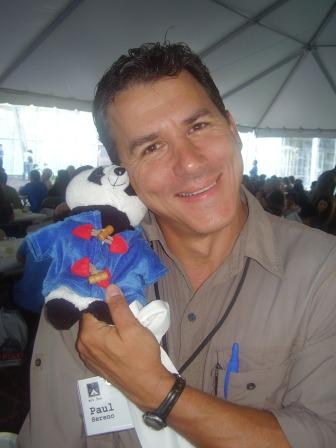
Paul Sereno (2007).

Paul Callistus Sereno (* 11 de outubro de 1957) é um paleontólogo norte-americano que descobriu várias espécies de dinossauros e répteis em vários continentes. Filho de carteiro, Sereno cresceu em Naperville, Illinois, Estados Unidos.
Sereno conduziu escavações em sítios paleontológicos no interior da Mongólia, Argentina, Marrocos e Níger. Ele é professor da Universidade de Chicago explorador residente da National Geographic.
Seu descobrimento mais conhecido é o exemplar quase completo de um Sarcosuchus imperator (popularmente conhecido como SuperCroc em inglês, ou Supercrocodilo em português) em Gadoufaoua, no deserto de Ténéré, em Níger, que serviu de base a um documentário produzido pela National Geographic. Outros achados importantes são exemplares de Eoraptor, Jobaria, Deltadromeus, Aerosteon, o primeiro bom crânio de Carcharodontosaurus, Afrovenator, Suchomimus e o pterosaurio africano.